# Mustapha Kanit
Mustapha Kanit, detto  Mustacchione (Alessandria, 24 gennaio 1991), è un giocatore di poker italiano.

## Biografia
Nato ad Alessandria, si avvicina al mondo del poker Texas Hold'em fin da adolescente, partecipando a tornei live in circoli privati e lavorando all'interno degli stessi come barista e mazziere. Successivamente comincia a giocare nelle piattaforme online con buoni risultati.

## Carriera
È il secondo giocatore tra gli italiani per quanto riguarda le vincite nei tornei di poker in carriera, dietro a Dario Sammartino e davanti a Max Pescatori. Tra i suoi successi si annoverano vari piazzamenti a premio all'IPT, un sesto posto al Partouche Poker Tour, 8 piazzamenti a premio e 2 final table alle WSOP per un ricavo totale di $346.721, un 4º posto ottenuto nel High Roller da 25.000$ del PCA Bahamas che ha fruttato $492.600, a cui hanno fatto seguito due clamorosi primi posti in Australia nell'ambito dell'Aussie Millions di Melbourne quando in una settimana si è piazzato a premi nel $1.100 AS NL Hold'em, vincendo $173.517 e nel $1.100 AS NL Hold'em 6-max vincendo $90.698. Ha vinto inoltre l’High Roller di Dublino vincendo $ 501,000. Nel 2016, Mustapha Kanit vinse il PokerStars Sunday Million.
In carriera ha vinto un totale di $ 11.524.195 nei tornei live e $ 5.228.809 nei tornei online. La sua vincita più grande ad un evento live è stata pari a $ 1.653.491 al Super High Roller dell'EPT di Monte Carlo nell'aprile  2016 dove ha chiuso secondo battuto in heads up dallo specialista degli high roller il tedesco Ole Schemion  . La maggiore vincita nel poker online, dove gioca con il nickname "Lasagnaaammm", è stata pari a $1.304.720 alle PokerStars SCOOP-45-H: $10,300 NL Hold'em Main Event